# 馬鰤
馬鰤（学名：Seriola hippos），為輻鰭魚綱鱸形目鱸亞目鰺科鰤屬下的一個種，分布於印度太平洋區的澳洲、諾福克島、紐西蘭海域，深度55-130公尺，體呈紡錘型，背部暗褐色，腹部銀白色，尾鰭叉形，背鰭2個，尾鰭、背鰭及胸鰭顏色暗色，腹鰭及臀鰭顏色白色，體長可達150公分，體重可達53.1公斤，成魚棲息在珊瑚礁溫暖海域，有時會進入河口，屬肉食性，以魚類及頭足類為食，可做為食用魚，但非具商業性，亦可當作遊釣魚。

## 扩展阅读
- 維基物種上的相關：馬鰤